# Vrhaveč
Obec Vrhaveč (německy Werhawetsch, zastarale Wrhawec) se nachází v okrese Klatovy, kraj Plzeňský. Žije zde 916 obyvatel.

## Části obce
- Vrhaveč
- Malá Víska
- Neznašovy
- Radinovy

## Historie
První písemná zmínka o obci pochází z roku 1379.

## Významní rodáci
- Josef Formánek (1844-1925) - český učitel, citerista, dudák a skladatel

## Fotogalerie

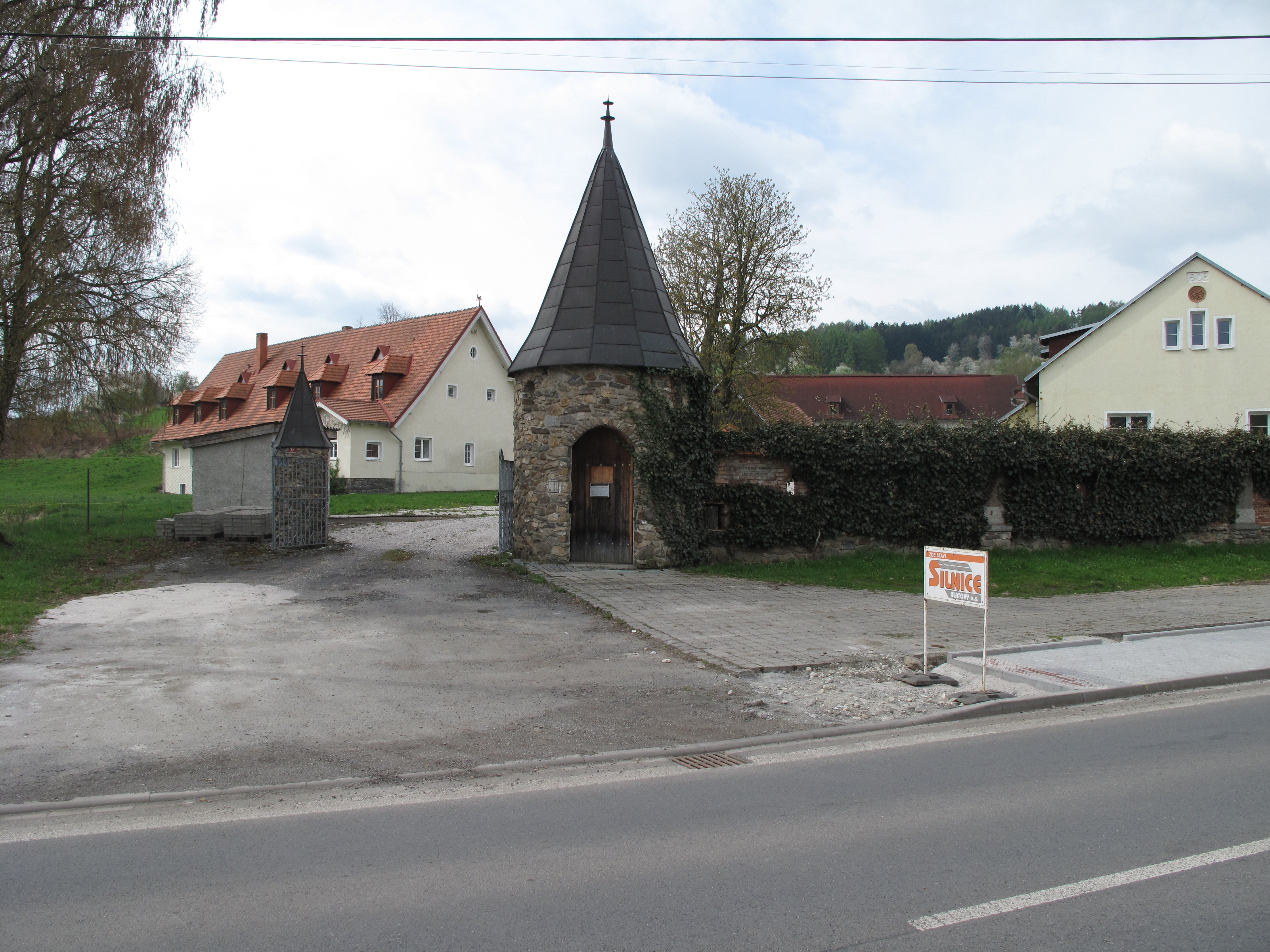
Kaplička
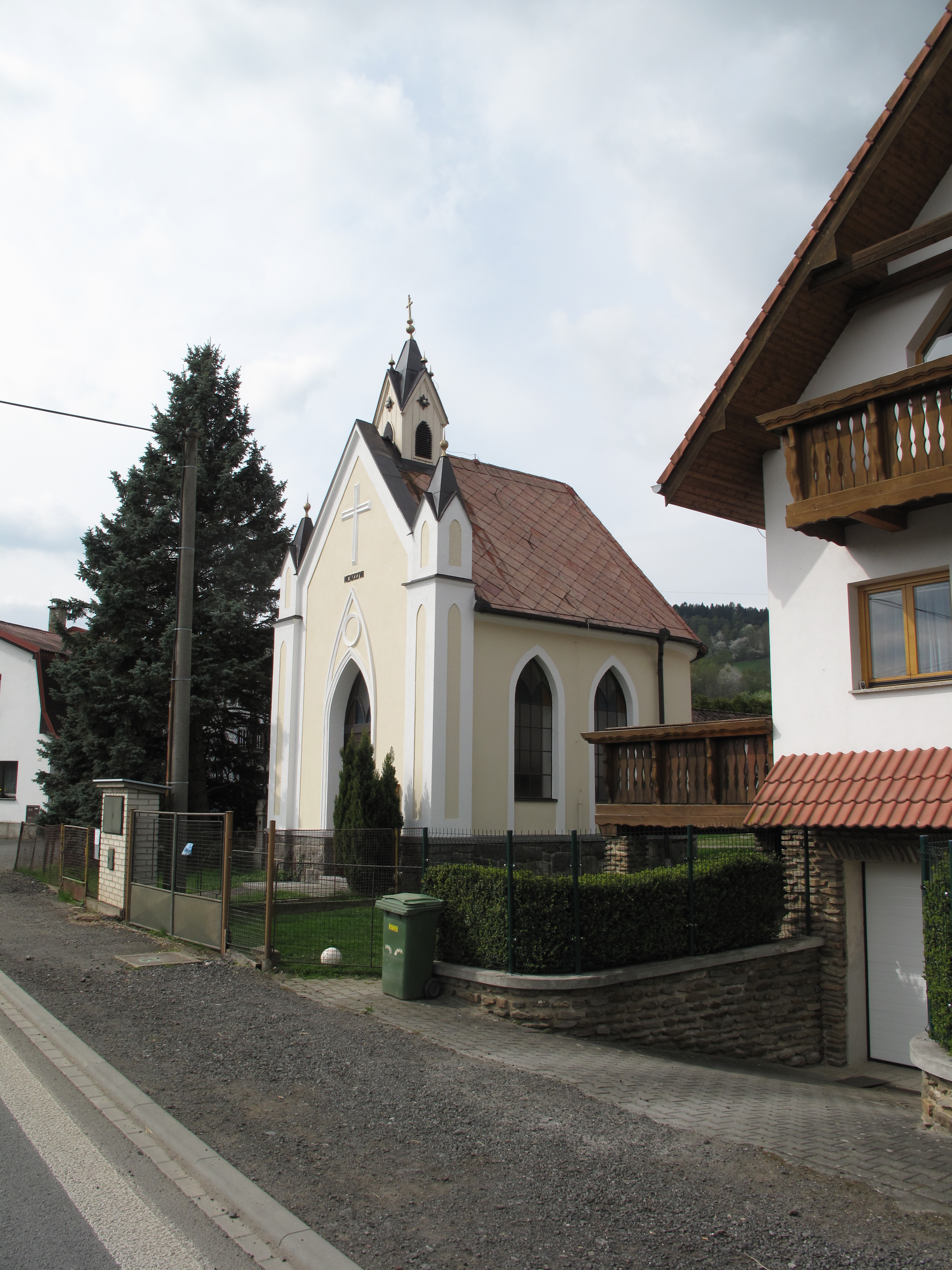
Kaple
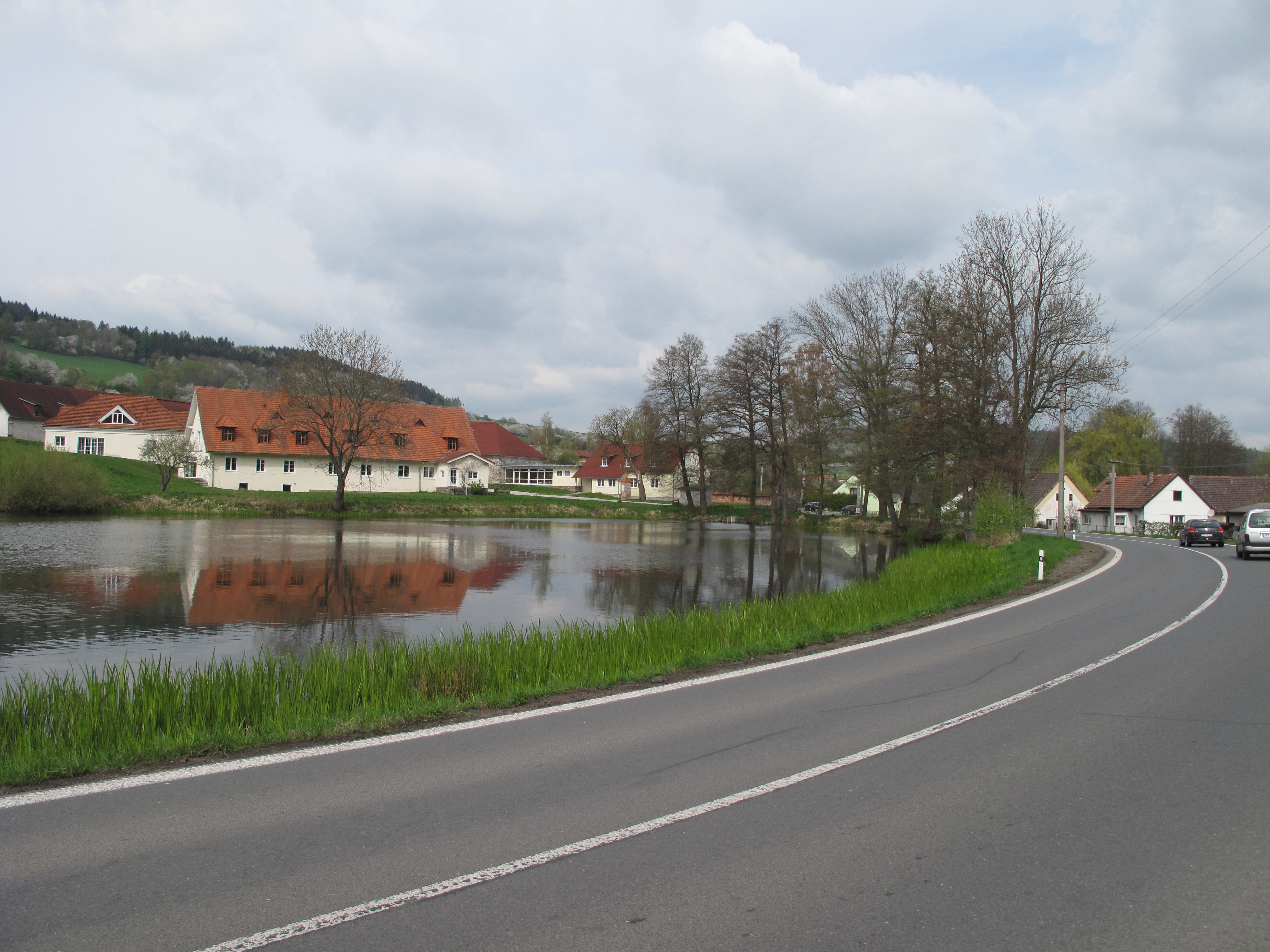
Návesný rybník